# Йосиф Сіфакіс
Йосиф Сіфакіс (грец. Ιωσήφ Σηφάκης, фр. Joseph Sifakis, 1946 рік, Іракліон, Греція) — французький вчений грецького походження в області теорії обчислювальних систем, лауреат премії Тюрінга.

## Біографія
Сіфакіс народився 1946 року в Іракліоні, адміністративному центрі грецького острова Крит. Отримав електротехнічну освіту в Афінському національному технічному університеті, потім переїхав до Франції, де навчався на факультеті інформатики університету Жозефа Фур'є, отримуючи стипендію, і одержав ступінь доктора наук. 1976 року прийняв французьке громадянство. В наш час[коли?] Сіфакіс працює у дослідницькій лабораторії VERIMAG при Національному центрі наукових досліджень Франції недалеко від Гренобля, яку він заснував і якою керував із 1993 по 2006 рік.
Нагороджений 2007 року разом із Едмундом Кларком та Алленом Емерсоном премією Тюрінга за внесок у розвиток теорії перевірки моделей.

## Нагороди
- 2007 — Премія Тюрінга разом із Кларком та Емерсоном за їхню роль у розвитку перевірки моделей — високоефективної техніки верифікації програм, що широко застосовується при розробці як програмного, так і апаратного забезпечення.[11][12]